# 彩の国功労賞
彩の国功労賞（さいのくにこうろうしょう）は、埼玉県が1997年から表彰を行っている功労賞。当初は「彩の国スポーツ功労賞」・「彩の国学術文化功労賞」・「彩の国功労賞（団体）」・「彩の国特別功労賞」の部門別で表彰を行ったが、2018年度から部門別の表彰を統合して「彩の国功労賞」に名称を一本化して表彰を行っている。

## 彩の国功労賞（名称統合後）
カッコ内は受賞日、受賞理由。
- 設樂悠太（2018年7月18日受賞、東京マラソン2018で男子マラソンの日本記録を16年ぶりに更新）
- 村岡桃佳（2018年7月18日受賞、平昌パラリンピックアルペンスキー女子大回転座位金メダル）
- 西野朗（2019年1月16日受賞、FIFAワールドカップロシア大会、日本代表監督としてチームの決勝トーナメント進出・大会ベスト16に貢献）
- 埼玉西武ライオンズ（2019年1月16日受賞、2018年度パシフィック・リーグレギュラーシーズン優勝）
- 川島永嗣（2019年4月2日受賞、FIFAワールドカップロシア大会、日本代表選手としてチームの決勝トーナメント進出・大会ベスト16に貢献）
- 槙野智章（2019年4月2日受賞、FIFAワールドカップロシア大会、日本代表選手としてチームの決勝トーナメント進出・大会ベスト16に貢献）
- 遠藤航（2019年4月2日受賞、FIFAワールドカップロシア大会、日本代表選手としてチームの決勝トーナメント進出・大会ベスト16に貢献）
- 原口元気（2019年4月2日受賞、FIFAワールドカップロシア大会、日本代表選手としてチームの決勝トーナメント進出・大会ベスト16に貢献）
- ヴァルアサエリ愛（2020年2月15日受賞、ラグビーワールドカップ日本大会、日本代表選手としてチームの決勝トーナメント進出・大会ベスト8に貢献）
- 池田向希（2021年11月14日受賞、東京2020オリンピック陸上20km競歩銀メダル）
- 我妻悠香（2021年11月14日受賞、東京2020オリンピックソフトボール金メダル）
- 森さやか（2021年11月14日受賞、東京2020オリンピックソフトボール金メダル）
- 新井千鶴（2021年11月14日受賞、東京2020オリンピック柔道70kg級金メダル・団体銀メダル）
- 濵田尚里（2021年11月14日受賞、東京2020オリンピック柔道78kg級金メダル・団体銀メダル）
- 鈴木亜弥子（2021年11月14日受賞、東京2020パラリンピックバドミントンシングルスSU5銀メダル・ダブルスSL3-SU5銅メダル）
- 萩原紀佳（2021年11月14日受賞、東京2020パラリンピックゴールボール銅メダル）
- 若杉遥（2021年11月14日受賞、東京2020パラリンピックゴールボール銅メダル）
- 藤澤潔（2021年11月14日受賞、東京2020パラリンピック車いすバスケットボール銀メダル）
- 倉橋香衣（2021年11月14日受賞、東京2020パラリンピック車いすラグビー銅メダル）
- 中町俊耶（2021年11月14日受賞、東京2020パラリンピック車いすラグビー銅メダル）
- 羽賀理之（2021年11月14日受賞、東京2020パラリンピック車いすラグビー銅メダル）
- 源田壮亮（2021年12月27日受賞、東京2020オリンピック野球金メダル）
- 平良海馬（2021年12月27日受賞、東京2020オリンピック野球金メダル）
- 宮崎早織（2021年12月27日受賞、東京2020オリンピックバスケットボール銀メダル）
- 本橋菜子（2021年12月27日受賞、東京2020オリンピックバスケットボール銀メダル）
- 並木月海（2021年12月27日受賞、東京2020オリンピックボクシングフライ級(48-51kg)銅メダル）
- 梶原悠未（2021年12月27日受賞、東京2020オリンピック自転車(トラック)オムニアム銀メダル）
- 山田優（2021年12月27日受賞、東京2020オリンピックフェンシングエペ団体金メダル）
- 丹羽孝希（2021年12月27日受賞、東京2020オリンピック卓球団体銅メダル）
- 安藤美希子（2021年12月27日受賞、東京2020オリンピックウエイトリフティング59kg級銅メダル）
- 乙黒拓斗（2021年12月27日受賞、東京2020オリンピックレスリングフリースタイル65kg級金メダル）
- 髙橋和樹（2021年12月27日受賞、東京2020パラリンピックボッチャペアBC3銀メダル）
- 赤石竜我（2021年12月27日受賞、東京2020パラリンピック車いすバスケットボール銀メダル）
- 島川慎一（2021年12月27日受賞、東京2020パラリンピック車いすラグビー銅メダル）
- 菅野浩二（2021年12月27日受賞、東京2020パラリンピック車いすテニスクアードダブルス銅メダル）
- 中島啓太（2022年4月15日受賞、アジアパシフィックアマチュアゴルフ選手権優勝）
- Honda陸上競技部（2022年4月15日受賞、第66回全日本実業団対抗駅伝競走大会(ニューイヤー駅伝)優勝）
- 村岡桃佳（2022年8月31日受賞、北京パラリンピックパラアルペンスキー（座位）滑降・スーパー大回転・大回転金メダル、スーパー複合銀メダル)
- 森本真敏（2022年8月31日受賞、カシアス・ド・スル
デフリンピック陸上ハンマー投げ銀メダル）
- 長原茉奈美（2022年8月31日受賞、カシアス・ド・スルデフリンピックバドミントン団体銀メダル）
- 沼倉千紘（2022年8月31日受賞、カシアス・ド・スルデフリンピックバドミントン団体銀メダル）
- 沼倉昌明（2022年8月31日受賞、カシアス・ド・スルデフリンピックバドミントン団体銀メダル）
- 小倉涼（2022年8月31日受賞、カシアス・ド・スルデフリンピック空手 形・組手金メダル）
- 埼玉パナソニックワイルドナイツ（2022年8月31日受賞、ジャパンラグビーリーグワン2022優勝）
- 柳沢明希（2022年12月23日受賞、世界水泳ブダペスト大会アーティスティックスイミングフリールーティンコンビネーション・チーム・テクニカルルーティン銀メダル、チーム・フリールーティン銅メダル）
- 金戸凜（2022年12月23日受賞、世界水泳ブダペスト大会シンクロナイズドダイビング銀メダル）
- 岩井千怜（2022年12月23日受賞、国内女子プロゴルフツアー、史上3人目となる初優勝から2週連続連勝）
- 川島永嗣（2023年4月12日受賞、FIFAワールドカップカタール大会、日本代表選手としてチームの決勝トーナメント進出・大会ベスト16に貢献）
- 酒井宏樹（2023年4月12日受賞、FIFAワールドカップカタール大会、日本代表選手としてチームの決勝トーナメント進出・大会ベスト16に貢献）
- Honda陸上競技部（2023年4月12日受賞、第67回全日本実業団対抗駅伝競走大会(ニューイヤー駅伝)優勝）
- 小野光希（2023年9月7日受賞、2023年スノーボード世界選手権女子ハーフパイプ銅メダル）
- 浦和レッズ（2023年9月7日受賞、AFCチャンピオンズリーグ2022優勝）
- 新添左季（2023年9月7日受賞、2023年世界柔道ドーハ大会女子70kg級優勝）
- 三菱重工浦和レッズレディース（2023年9月7日受賞、2022-23WEリーグ優勝）
- 若田光一（2023年9月7日受賞、日本人宇宙飛行士として最多の5度の宇宙飛行）

## 彩の国スポーツ功労賞
- 松坂大輔（2000年1月28日受賞、プロ野球平成11年シーズン最多16勝、高卒新人史上初ベストナイン）
- 川上理恵（2000年11月14日受賞、シドニーパラリンピック車いすバスケットボール銅メダル）
- 高田幸一（2000年11月14日受賞、シドニーパラリンピック陸上400メートルリレー銀メダル）
- 宇津木妙子（2000年11月14日受賞、シドニー五輪ソフトボール監督で銀メダル）
- 小関しおり（2000年11月14日受賞、シドニー五輪ソフトボール銀メダル）
- 高山樹里（2000年11月14日受賞、シドニー五輪ソフトボール銀メダル）
- 増岡浩（2002年2月5日受賞、パリ・ダカールラリー優勝）
- 宇津木妙子（2回目）（2004年9月21日受賞、アテネ五輪ソフトボール監督で銅メダル）
- 高山樹里（2回目）（2004年9月21日受賞、アテネ五輪ソフトボール銅メダル）
- 坂井寛子（2004年9月21日受賞、アテネ五輪ソフトボール銅メダル）
- 坂本直子（2004年9月21日受賞、アテネ五輪ソフトボール銅メダル）
- 岩渕有美（2004年9月21日受賞、アテネ五輪ソフトボール銅メダル）
- 佐藤理恵（2004年9月21日受賞、アテネ五輪ソフトボール銅メダル）
- 松坂大輔（2回目）（2004年9月21日受賞、アテネ五輪野球銅メダル）
- 和田一浩（2004年9月21日受賞、アテネ五輪野球銅メダル）
- 井上謙二（2004年9月21日受賞、アテネ五輪レスリング銅メダル）
- 山本博（2004年9月21日受賞、アテネ五輪アーチェリー銀メダル）
- 鈴木絵美子（2004年9月21日受賞、アテネ五輪シンクロナイズドスイミング銀メダル）
- 加納実（2004年10月20日受賞、アテネ五輪体操監督でメダル）
- 水鳥寿思（2004年10月20日受賞、アテネ五輪体操金メダル）
- 米田功（2004年10月20日受賞、アテネ五輪体操金メダル・銅メダル）
- 平澤奈古（2004年11月5日受賞、アテネパラリンピックアーチェリー銅メダル）
- 南浩一（2004年11月5日受賞、アテネパラリンピックアーチェリー銀メダル）
- 加藤裕司（2004年11月5日受賞、アテネパラリンピック柔道銀メダル）
- ギド・ブッフバルト（2006年12月28日受賞、2006J1リーグ優勝監督）
- 浦和レッズ（2006年12月28日受賞、2006J1リーグ優勝）
- 村山千夏（2007年11月14日受賞、全日本女子剣道選手権大会3連覇）
- 鈴木絵美子（2回目）（2008年9月16日受賞、北京五輪シンクロナイズドスイミング銅メダル）
- 坂本功貴（2008年9月16日受賞、北京五輪体操銀メダル）
- 沖口誠（2008年9月16日受賞、北京五輪体操銀メダル）
- 佐藤理恵（2回目）（2008年9月16日受賞、北京五輪ソフトボール金メダル）
- 坂本日登美（2008年12月17日受賞、女子レスリング世界選手権6度の優勝）
- 石川遼（2009年1月30日受賞、プロゴルフでの活躍）
- 内山高志（2010年1月15日受賞、WBA世界スーパーフェザー級王座獲得）
- 鈴木猛史（2010年4月12日受賞、バンクーバーパラリンピックアルペンスキー大回転座位銅メダル）
- 遠藤隆行（2010年4月12日受賞、バンクーバーパラリンピックアイススレッジホッケー銀メダル）
- 阿部勇樹（2010年7月13日受賞、FIFAワールドカップ南アフリカ大会日本代表チーム決勝トーナメント進出に貢献）
- 川島永嗣（2010年12月24日受賞、FIFAワールドカップ南アフリカ大会日本代表チーム決勝トーナメント進出に貢献）
- 中澤佑二（2011年2月25日受賞、FIFAワールドカップ南アフリカ大会日本代表チーム決勝トーナメント進出に貢献）
- 熊谷紗希（2011年7月22日受賞、FIFA女子ワールドカップドイツ大会日本代表チーム初優勝）
- 矢野喬子（2011年7月22日受賞、FIFA女子ワールドカップドイツ大会日本代表チーム初優勝）
- 山郷のぞみ（2011年7月22日受賞、FIFA女子ワールドカップドイツ大会日本代表チーム初優勝）
- 佐々木則夫（2011年8月2日受賞、FIFA女子ワールドカップドイツ大会日本代表チーム監督として初優勝に貢献）
- 上尾野辺めぐみ（2011年10月16日受賞、FIFA女子ワールドカップドイツ大会日本代表チーム初優勝）
- 三宅宏実（2012年8月30日受賞、ロンドン五輪ウェイトリフティング女子48kg級銀メダル）
- 星奈津美（2012年8月30日受賞、ロンドン五輪競泳女子200mバタフライ銅メダル）
- 小原日登美（2回目）（2012年8月30日受賞、ロンドン五輪レスリング女子48kg級金メダル）
- 米満達弘（2012年8月30日受賞、ロンドン五輪レスリング男子66kg級金メダル）
- 湯元進一（2012年8月30日受賞、ロンドン五輪レスリング男子55kg級銅メダル）
- 清水聡（2012年8月30日受賞、ロンドン五輪ボクシング男子バンタム56kg級銅メダル）
- 佐々木則夫（2回目）（2012年9月4日受賞、ロンドン五輪サッカー女子銀メダルに貢献）
- 矢野喬子（2回目）（2012年9月4日受賞、ロンドン五輪サッカー女子銀メダル）
- 内村航平（2012年9月26日受賞、ロンドン五輪体操男子団体銀メダル・個人総合金メダル・個人種目別ゆか銀メダル）
- 山室光史（2012年9月26日受賞、ロンドン五輪体操男子団体銀メダル）
- 田中佑典（2012年9月26日受賞、ロンドン五輪体操男子団体銀メダル）
- 加藤凌平（2012年10月18日受賞、ロンドン五輪体操男子団体銀メダル）
- 瀬戸大也（2013年8月27日受賞、2013年世界水泳選手権 競泳男子400メートル個人メドレー金メダル）
- 鈴木猛史（2回目）（2014年4月15日受賞、ソチパラリンピックアルペンスキー男子回転座位金メダル・滑降銅メダル）
- 浦和レッズレディース（2014年12月16日受賞、2014なでしこリーグ年間優勝）
- 秋山翔吾（2015年12月18日受賞、プロ野球2015シーズン最多安打記録を更新）
- 星奈津美（2回目）（2016年9月23日受賞、リオ五輪競泳女子200mバタフライ銅メダル）
- 江原騎士（2016年9月23日受賞、リオ五輪競泳男子4×200mリレー銅メダル）
- 三宅宏実（2回目）（2016年9月26日受賞、リオデ五輪ウエイトリフティング女子48kg級銅メダル）
- 荒井広宙（2016年9月26日受賞、リオ五輪陸上競技男子50km競歩銅メダル）
- 豪栄道豪太郎（2016年10月12日受賞、大相撲平成28年9月場所において全勝で幕内最高優勝）
- 内村航平（2回目）（2012年9月26日受賞、2016年11月30日受賞、リオ五輪体操男子団体金メダル・個人総合金メダル）
- 山室光史（2回目）（2016年11月30日受賞、リオ五輪体操男子団体金メダル）
- 田中佑典（2回目）（2016年11月30日受賞、リオ五輪体操男子団体金メダル）
- 加藤凌平（2回目）（2016年11月30日受賞、リオ五輪体操男子団体金メダル）
- 瀬戸大也（2回目）（2016年11月30日受賞、リオ五輪競泳男子400m個人メドレー銅メダル）
- 坂井聖人（2016年11月30日受賞、リオ五輪競泳男子200mバタフライ銀メダル）
- 桐生祥秀（2016年11月30日受賞、リオ五輪陸上男子4×100mリレー銀メダル）
- 奥原希望（2016年11月30日受賞、リオ五輪バドミントン女子シングル銅メダル）
- 岸光太郎（2016年11月30日受賞、リオパラリンピックウィルチェアーラグビー銅メダル）
- 島川慎一（2016年11月30日受賞、リオパラリンピックウィルチェアーラグビー銅メダル）
- 木村翔（2018年1月26日受賞、世界ボクシング機構（WBO）フライ級タイトルマッチ初防衛）

## 彩の国学術文化功労賞
- 北村薫（2009年8月25日受賞、第141回直木三十五賞受賞）
- さいたまゴールド・シアター（2014年12月17日受賞、高齢者演劇集団として国内外で公演）
- 荻原浩（2016年9月16日受賞、第155回直木三十五賞受賞）
- 理化学研究所仁科加速器研究センター超重元素研究グループ（2017年1月31日受賞、新元素ニホニウムの発見・命名）

## 彩の国功労賞（団体）
- 木下サーカス（2002年11月26日受賞・2012年12月5日受賞、埼玉県内での公演期間中、いずれも30万人の観客を動員）
- 浦和学院高等学校（2013年4月19日受賞、第85回記念選抜高等学校野球大会優勝）
- 花咲徳栄高等学校（2017年9月7日受賞、第99回全国高等学校野球選手権大会優勝）

## 彩の国特別功労賞
- 岡野雅行（1997年12月4日受賞、FIFAワールドカップフランス大会 アジア最終予選・アジア第3代表決定戦における延長Vゴール）
- 埼玉西武ライオンズ（2008年12月3日受賞、日本シリーズ優勝・アジアシリーズ優勝）
- 若田光一（2009年10月29日受賞、日本人初の国際宇宙ステーション長期滞在）
- 高橋浩美（2011年11月14日受賞、「旅立ちの日に」を作曲）
- 小嶋登（2011年11月14日受賞、「旅立ちの日に」を作詞）
- 浦和レッズ（2017年12月20日受賞、AFCチャンピオンズリーグ2017優勝）